# Carrie Tubb
Caroline Elizabeth Tubb (* 17. Mai 1876 in London; † 20. September 1976 ebenda) war eine englische Oratorien-, Konzert- und Opernsängerin (Sopran).

## Leben
Tubb studierte an der Guild Hall School of Music and Drama, wo sie ab 1930 auch mehr als dreißig Jahre lang unterrichtete. Sie wurde hauptsächlich als Oratoriensängerin bekannt, trat jedoch auch in Opern wie Richard Strauss’ Elektra und Engelbert Humperdincks Hänsel und Gretel (1910, Covent Garden Opera) auf.